# Nació més afavorida
El principi de la nació més afavorida (NMA) estableix l'extensió automàtica de qualsevol millor tractament que es concedeix a una part de la mateixa manera a totes les altres parts en un acord de comerç internacional.

## Origen històric
L'any 1843, com a part dels tractats desiguals signats entre la Xina i les potències europees contemporànies (específicament França, Gran Bretanya i Alemanya), s'establiren dos principis fonamentals de comerç i dret internacional: les clàusules de nació més afavorida i d'extraterritorialitat.
Per exemple, suposant que la Unió Europea (UE) té un acord particular amb els Estats Units pel qual als cotxes esportius estatunidencs (suposem que existís tal categoria) se'ls imposa uns aranzels del 10%. Suposem, ara, que la Xina d'aquí a uns anys comença a produir també cotxes esportius i pretén exportar-los a la UE. Imaginem que els cotxes esportius xinesos tenen un preu molt per sota dels nord-americans i europeus (pel fet que els treballadors xinesos tenen un salari molt inferior a l'europeu). Així doncs, imaginem que els dirigents polítics europeus decideixen imposar a aquests cotxes xinesos uns aranzels del 50% (ja que així, en entrar al mercat europeu, el seu preu augmentarà del 50% i es trobarien a un preu molt similar al dels cotxes esportius europeus o nord-americans i, per tant, la seva capacitat de competir amb aquests serà inferior). Doncs bé, aquest comportament estaria prohibit pel principi de la nació més afavorida, ja que si la UE aplica aranzels del 10% als cotxes esportius nord-americans està obligada a aplicar el mateix aranzel als cotxes esportius xinesos o de qualsevol altre Estat membre de l'Organització Mundial del Comerç (OMC). És més, el principi d'aquesta clàusula de la nació més afavorida s'aplica també si l'Estat membre té un acord amb un altre país que no sigui membre de l'OMC. És a dir, que si la UE tingués un acord bilateral amb Mongòlia, que no és membre de l'OMC, pel qual els aranzels imposats als cotxes esportius mongols fora del 5%, la UE estaria obligada a garantir uns aranzels màxims del 5% a tots els estats membres de l'OMC.
La norma de la NMF s'aplica incondicionalment, tot i que hi ha excepcions. Les tres excepcions més importants són:
- Les Zones de Lliure Comerç, que són acords entre països pels quals a les exportacions no s'imposa cap aranzel (un exemple és l'Àrea de Lliure Comerç d'Amèrica del Nord entre els Estats Units, Mèxic i Canadà).
- Les unions duaneres, que són zones de lliure comerç però on els països no només deixen d'imposar aranzels a les exportacions entre ells, sinó que a més adopten aranzels comuns per a les importacions de països tercers (l'exemple més conegut és la Comunitat Econòmica Europea).
- Els acords de tracte preferencial, que són acords entre països industrialitzats i en desenvolupament pels quals els primers donen un tracte aranzelari preferencial (és a dir, aranzels inferiors) als segons.